# Субхан Гази ага
Субха́н Гази́-ага́ (крым. Subhan Ğazi ağa, Субхан Гъази агъа, سبحان غازى آغا‎; умер после 1663) — крымский военачальник (ага), отправленный крымским ханом Мехмедом IV Гераем во главе двухтысячного отряда буджацких татар на помощь польскому правительству во время Шведского потопа.

## Биография

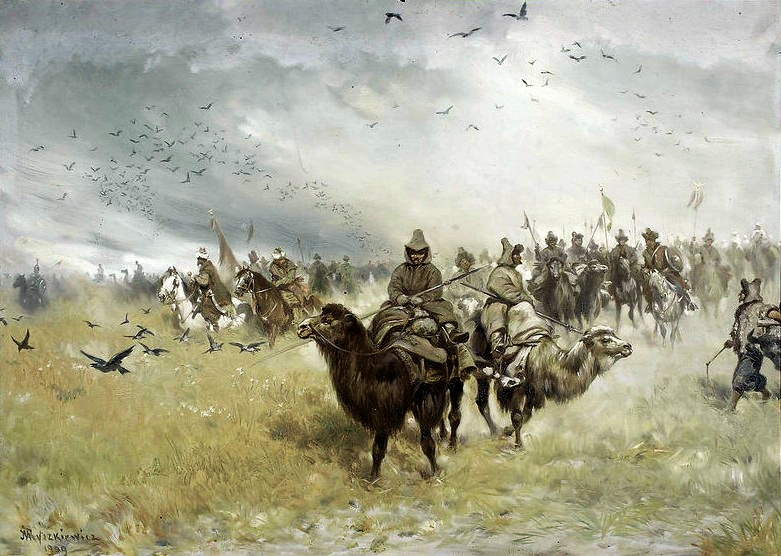
Татарский чамбул в степи

В 1645 году Субхан Гази-ага был отправлен крымским ханом Ислямом III Гераем с черкесским ясырем в Стамбул ко двору османского султана Ибрагима I. В 1648 году он был назначен одним из командиров татарского «чамбула», воевавшего на Украине. В 1649 году Субхан Гази-ага участвовал в военных операциях против польских войск под Збаражем. Изначально являлся противником мирного соглашения с Речью Посполитой.
В 1656 году крымский хан Мехмед IV Герай отправил Субхан Гази-агу во главе 2-тысячного конного отряда на помощь Речи Посполитой в борьбе против шведских захватчиков. 27 июля он был представлен польскому королю Яну Казимиру Вазе. Выступал против больших битв и, поддерживая Стефана Чарнецкого, предлагал продолжать партизанскую борьбу. В июле 1656 года на стороне польско-литовской армии он участвовал в битве под Варшавой, находясь под командованием яворовского старосты Яна Собеского. Атаковавшие шведский лагерь в Бродно татары чуть не убили шведского короля Карла X Густава.
В битве под Простками в 1656 году татарский отряд Субхан Гази-аги находился под командованием полковника Габриэла Войниловича, зашел противнику в тыл и напал на шведской-прусский лагерь. В этом сражении татары взяли в плен известного литовского князя-магната Богуслава Радзивилла, но вынуждены были передать его гетману польному литовскому Винценту Гонсевскому. После победы под Простками татарские союзники были отпущены домой. По пути татары разграбили Пруссию и Подляшье, где они сжигали деревни и захватывали ясырь.